# زكريا تامر
زكريا تامر  أديب سوري وصحفي وكاتب قصص قصيرة، يُعد أحد أبرز كتاب القصة في العالم العربي،  ولد بدمشق عام 1931، اضطر إلى ترك الدراسة عام 1944. شارك في تأسيس اتحاد الكتاب العرب في سوريا، وترأس سابقًا قسم الدراما التلفزيونية السورية.

## حياته العملية
بدأ حياته حداد في معمل ثم أصبح يكتب القصة القصيرة والخاطرة الهجائية الساخرة منذ عام 1958، والقصة الموجهة إلى الأطفال منذ عام 1968. يقيم في بريطانيا منذ عام 1981. ترجمت كتبه القصصية إلى الإنكليزية والفرنسية والإسبانية والإيطالية والبلغارية والروسية والألمانية.
سبق له أن عمل في وزارة الثقافة ووزارة الإعلام في سوريا، ورئيساً لتحرير مجلة «الموقف الأدبي»، ومجلة «أسامة»، ومجلة «المعرفة». كما ساهم في تأسيس اتحاد الكتاب العرب في سوريا أواخر عام 1969و عمل في مديرية التأليف والترجمة في وزارة الثقافة بدمشق، ونائباً لرئيس اتحاد الكتاب العرب. وكان رئيسا للجنة سيناريوهات أفلام القطاع الخاص في مؤسسة السينما في سوريا،
عضو جمعية القصة والرواية، وشارك في مؤتمرات وندوات عقدت في بقاع شتى من العالم. وكان رئيسا للجنة التحكيم في المسابقة القصصية التي اجرتها جريدة تشرين السورية عام 1981، والمسابقة التي أجرتها جامعة اللاذقية عام 1979
كتب زاوية (حكي مكتوب) في المجلة الثقافية التي تصدر عن صحيفة الجزيرة السعودية.

## انطلاقته الأولى
إنما قَدَرٌ زكريا تامر موازٍ إلى حدٍّ ما لقدر محمد الماغوط، فالماغوط بدأ انطلاقته الحقيقية في إحدى جلسات مجلة شعر التي أسسها الشاعر الراحل يوسف الخال، وهذه حال زكريا تامر الذي ترك مهنته التي بدأها عام 1944 وتنقل أثناءها بين عدة مهن، وحين بدأ بكتابة القصة القصيرة عام 1957 فقد كان ما يزال يستعمل المطرقة والسندان. وفي العام 1960، ترك مهنته، لا لأنه كان تواقاً إلى تغييرها، بل لظروف اقتصادية مرت فيها البلاد، حين عمت البطالة، وأقفلت أكثر المعامل، كما يشير في إحدى مقابلاته. لقد وصل صوته أخيراً كما تشير أ. هناء علي إسماعيل في أطروحتها حيث تقول: «وصل صوت زكريا تامر الأدبي إلى مكانه المناسب، إذ كان قد لفت انتباه الشاعر يوسف الخال الذي عُرِفَ برقته وشاعريته، فكان أن أطلق صوته في الساحة الثقافية العربية على أوسع مدى، مؤمناً بالإمكانات الخلاّقة لهذا الكاتب القادم من دمشق مستتراً بشراسته وقصاصات ورقه، مما جعله فيما بعد يحتل المكانة التي عرف من خلالها شهرته، صداقاته وعداواته أيضاً، وعن ذلك يقول محمد يوسف برهان: «في بيروت، لم تثن يوسف الخال شاعريته الرقيقة وروحه الشفافة عن تبني هذا النص الجارح، والقاسي، والمصنوع بيدي حداد، فقد أسعفته رؤيته النافذة، وألهمته يومها أن هذا القادم الذي يتأبط شراسته وقصاصات الورق، سيفتح أفقاً آخر في القصة العربية وستكون له الخطوة في الارتقاء بالقصّ العربي، إلى حداثة كان يتبناها يوسف الخال أصلاً في الشعر. هكذا خرجت» صهيل الجواد الأبيض«أولى مجموعات زكريا تامر القصصية وكان لمجلة شعر وصاحبها، اليد الفضلى في اكتشاف القاص الجديد وتقديمه، والذي سرعان ما احتل مكاناً بارزاً ومفارقاً في الشارع الأدبي». وهكذا كانت انطلاقته في بيروت، وقد استتبع ذلك نشاطات مختلفة، ووظائف متعددة في الحقول الثقافية والأدبية».

## زواجه
تزوج من ناديا أدهم، وأنجب منها ولدين: أدهم وعمر. وهو يقول أنه لم يحلم في يوم من الأيام، أن يكون له ولد، وأن تكون له زوجة وبيت. وأنه أحب الأطفال لغيره، وأنه حتى بعد زواجه لم يخطر له أنه سينجب أطفالاً ويصبح أباً.

## هجرته إلى بريطانيا
انتقل زكريا للعيش في لندن بين عامي 1980 و1981 – ولا يزال حتى يومنا هذا – حيث يقيم في أكسفورد، ويعمل في مجلة الدستور الأسبوعية وينشر مقالاته السياسية والأدبية في معظم المجلات العربية، وكان من أبرزها مجلة التضامن، ومجلة الناقد اللندنية التي نشر خلالها مجموعة من الأقاصيص والحكايات تحت زاوية «قال الملك لوزيره» يحاكي التاريخ من خلالها فينقل القارئ – بالحلة التراثية – إلى الواقع بهمومه وسلبياته، وكان ذلك خلال الفترة آب/1988 –حزيران/1989. كما نشر في مجلة الدوحة عدداً لا بأس به من المقالات في زاوية «خواطر تسرّ الخاطر»، انقطع عن إصدار المجاميع القصصية حتى العام 1994، أي ما يقارب الستة عشرة عاماً من الانقطاع.
أما أكسفورد حيث يقطن اليوم، فهي لم تمنحه شخصية واحدة للكتابة عنها، كما يقول. فصاحب «دمشق الحرائق» ما زال مشدوداً إلى مكانه الأول كأنه لم يتخلَّ عن مهنته الأصلية، بل بقي حداداً وشرساً، لكن في «وطن من الفخار» كما يشير الكاتب خليل صويلح تعليقاً على لقب كان قد أطلقه عليه الشاعر محمد الماغوط.

## من آرائه
- يجد زكريا تامر الناقد الأدبي «كائناً غريباً وطريفاً» فنجده يقول:«معظم الذين يكتبون نقداً، ينطلقون من العواطف التي لا يقف وراءها رصيد فكري صلب وواضح، فيأتي نتاجهم تعابير سطحية عن انفعالات مائعة. وحتى المحاولات التي توهم القراء بأنها تملك الخلفية الفكرية المنشودة، هي محاولات سجينة لأطر جامدة، وكليشات جاهزة، ومخططات ذهنية، وتقع فريسة لآلية تتنافى وبديهيات الخلق الفني، آلية تشنق الفن باسم الفكر المتطور المتقدم».
- القصة القصيرة هي بحق الغرفة الأنيقة التي تحتاج إلى ذوق رفيع وحساسية مرهفة لتأثيثها بعناية فائقة، وهي شكل من أشكال التعبير الأدبي القادر على التطور والتجديد.
- ساذج من يظن أن الراحة المادية للكاتب تغريه بالتكاسل، فالكاتب مخلوق من لحم ودم، ويحق له ما يحق لغيره من الكائنات البشرية، أما الأوهام الزاعمة بأن الفقر ينمي الموهبة ويصقلها، وان الشقاء يشجع على الإبداع والابتكار، لهي أوهام لا يليق بها إلا الدفن، ومادمت كنت أكتب بنشاط من دون أي تقدير معنوي أو مادي، فليس من المعقول أنّ أستسلم للكسل بعد التقدير غير المتوقع الذي نلته، عموماً أنا كتاباتي مجانية وليس لها ثمن، لأنها للحياة والإنسان.[8]

## أعماله الأدبية

### الأعمال القصصية
- صهيل الجواد الأبيض، الطبعة الأولى، دار مجلة شعر، بيروت، 1960.
- ربيع في الرماد، الطبعة الأولى، مكتبة النوري، دمشق، 1963.
- الرعد، اتحاد الكتاب العرب، دمشق، 1970.
- دمشق الحرائق، مكتبة النوري، 1973.
- النمور في اليوم العاشر، دار الآداب، بيروت، 1978. والتي تضمنت قصصًا قصيرة جدًا.[9]
- نداء نوح، دار رياض الريس، لندن، 1994.
- سنضحك، دار رياض الريس، بيروت، 1998.
- الحصرم، دار رياض الريس، بيروت، 2000.
- تكسير ركب، دار رياض الريس، بيروت، 2002. وتضمنت أيضا قصصا من نوع القصة القصيرة جدا.
- القنفذ، دار رياض الريس، بيروت، 2005.
- أرض الويل. دار جداول، 2015.[10]
- ندم الحصان، 2018.

#### قصص للأطفال
- الحمامة البيضاء. 1975.
- البيت. 1975.
- الأولاد يضحكون. 1975.
- لماذا سكت النهر، وزارة الثقافة، دمشق، 1977.
- قالت الوردة للسنونو، اتحاد الكتاب العرب، دمشق، 1977.
- بيت للورقة البيضاء. 1977.
- نصائح مهملة. عشرون قصة للأطفال. 2010.
- 37 قصة للأطفال نُشِرَت في كتيبات مصوّرَة، 2000.[7]

### مقالات
هجاء القتيل لقاتله: مقالات قصيرة. دار رياض الريس، 2003.

## الجوائز
- جائزة «بلو ميتروبوليس الماجدي بن ظاهر» للأدب العربي عام 2009م.[12]
- جائزة ملتقى القاهرة الدولي الأول للقصة العربية القصيرة عام 2009م.[13]
- جائزة العويس الثقافية للعام 2001-2002.[14]
- جائزة محمود درويش للإبداع لعام 2015.[15]